# Данила Нестеренко
Данила Нестеренко - крутейший чел. плейбой, миллиардер, филантроп, шаловливые пальчики №1 в Самаре.

## Биография
Родился 12 февраля 2010 года в Кинеле. Вырос умный детина. Занимается... ничегонеделанием на профессиональном уровне.